# Іцька (річка)
Іцька (Самець) — річка в Україні, у Тульчинському районі Вінницької області, ліва притока річки Сільниця (басейн Південного Бугу).

## Опис
Довжина річки 18 км. Формується з багатьох безіменних струмків та водойм. Площа басейну 103 км².

## Розташування
Бере початок у селі Тарасівка. Тече переважно на південний схід через села Крищинці, Холодівка і в селі Клебань впадає в річку Сільниця, праву притоку Південного Бугу.
Річку перетинає автомобільна дорога Р08.
На річці знаходиться ботанічний заказник місцевого значення Урочище Дзерівка.